# Journal (comptabilité)
 (septembre 2019).
Si vous disposez d'ouvrages ou d'articles de référence ou si vous connaissez des sites web de qualité traitant du thème abordé ici, merci de compléter l'article en donnant les références utiles à sa vérifiabilité et en les liant à la section « Notes et références ».
Pour les articles homonymes, voir Journal (homonymie).
Le journal est un document comptable obligatoire listant les opérations d'échanges de l'entreprise avec son environnement.
Il est plutôt rare de n'avoir qu'un seul journal étant donné le nombre d'écritures comptables à enregistrer et généralement on parle de journaux puisque pour éviter qu'il ne soit un « fourre-tout », les entreprises divisent le journal en plusieurs journaux en fonction de la nature des opérations à enregistrer (journal des achats et frais, journal des ventes, etc.), journaux qu'on appelle journaux auxiliaires.

## Enjeux du journal en comptabilité
Le décret comptable, le code général des impôts et le plan comptable imposent la tenue d'un livre-journal respectant un formalisme strict. Pour une entreprise utilisant des journaux auxiliaires, ceux-ci complètent le livre-journal qui servira à cette occasion seulement de récapitulatif de tous les totaux débit et crédit mensuel des journaux auxiliaires, bien qu'il soit possible de réinscrire toutes les écritures de tous les journaux auxiliaires classé par ordre chronologique d'enregistrement.
L'objectif est de pouvoir fournir rapidement un moyen de contrôle des écritures comptables.
Des documents informatiques écrits peuvent tenir lieu de journal s'ils sont identifiés, numérotés et datés dès leur établissement par des moyens offrant toute garantie de preuve (art. R. 123-173 du code de commerce).

## Caractéristiques principales des journaux
Les journaux sont numérotés et codés selon la syntaxe comptable : date, numéro de compte utilisé pour l'écriture, intitulé du compte, libellé explicatif de l'opération effectuée (généralement noms du tiers + nature du document + n° du document + information complémentaire si nécessaire), numéro interne de la/des pièces justificatives et les sommes en débit et crédit. Les écritures des journaux se suivent d'une manière chronologique.
À la fin du mois pour une entreprise qui utilise des journaux auxiliaires, l'édition d'un journal centralisateur obligatoire dit livre-journal, journal centralisateur, journal général ou centralisateur (terme pour support informatique) doit être effectué. Il doit être fait figurer au minimum le report de tous les totaux débit et crédit mensuel des journaux auxiliaires bien qu'il soit possible de réinscrire toutes les écritures de tous les journaux auxiliaires classées par ordre chronologique d'enregistrement. Ce livre-journal servira de base pour l'édition du Grand livre.
Une entreprise qui n'utilise pas de journaux auxiliaires enregistrera toutes ses opérations au jour le jour directement dans le livre-journal.
Les journaux auxiliaires les plus employés sont (les initiales peuvent varier) :
- Le journal des Achats et frais (HA)
- Le journal de Banque (BQ) - si l'entreprise dispose de plusieurs banques, elle aura autant de journaux de banques, chacun étant lié à un seul compte
- Le journal de Caisse (CA) - si l'entreprise dispose de plusieurs caisses, elle aura autant de journaux de caisses, chacun étant lié à un seul compte
- Le journal des Ventes (VT)
- Le journal des Opérations diverses (OD), on enregistre dans ce journal en général tout ce qu'on ne peut pas enregistrer dans les autres journaux et les acquisitions d'immobilisations
- Le journal des À-Nouveaux (AN) reprend le détail des écritures non lettrées de chaque comptes de bilans non soldé à la fin de l'exercice comptable précédent et le reporte à la date d'ouverture de l'exercice en cours
- Il est plus rare de voir un journal spécifique de paie, les enregistrements comptables relatifs aux paies et aux cotisations sociales étant souvent considérés comme des Opérations diverses.

Ainsi toutes les opérations d'une même nature sont portées sur un journal spécifique qui ne contient que ce type d'opération. Il sera plus facile alors de faire la somme de toutes les opérations d'un même type et, en cas de recherche, de retrouver une opération précise. Il est aussi pratique d'utiliser ce système lorsque plusieurs comptables ont à travailler en équipe. De cette façon, les tâches peuvent être réparties entre ceux-ci afin que chacun puisse remplir un journal.
Si une opération doit être enregistrée sur plusieurs journaux, pour éviter que la centralisation n'entraîne des doubles emplois, on utilise des comptes de virements internes.